# Karl von Haffner
Karl Ernst Friedrich Alexander von Haffner (* 10. November 1855 in Stuttgart; † 25. Juli 1944 ebenda) war ein württembergischer Jurist sowie Präsident des Statistischen Landesamtes in Württemberg.

## Leben und Beruf
Karl Haffner studierte Rechtswissenschaft in Tübingen, wo er ab 1873 Mitglied der burschenschaftlichen Verbindung Normannia Tübingen (seit 1934 Burschenschaft Normannia Tübingen) war. Von 1907 bis 1914 war Karl von Haffner Direktor des Königlichen Statistischen Landesamtes in Württemberg und danach bis 1922 erster Präsident des (republikanischen) Württembergischen Statistischen Landesamtes. Er gehörte als nichtrichterliches Mitglied dem Kompetenzgerichtshof und dem Disziplinarhof an. Außerdem war er Vorsteher bei der Württembergischen Sparkasse.
Von Haffner gehörte auch der württembergischen Landessynode an. Der VIII. Synode stand er von 1913 bis 1919 als Präsident vor. Anschließend war er von 1919 bis 1924 Präsident der Landeskirchenversammlung. In seiner Eigenschaft als Präsident der evangelischen Landessynode von 1913 bis 1918 war von Haffner Mitglied in der Ersten Kammer der württembergischen Landstände, die auch als Kammer der Standesherren bezeichnet wurde. Er leitete zeitweile das württembergische Rote Kreuz.
Karl von Haffner kam 1944 zusammen mit seiner Tochter Johanna bei einem Luftangriff auf Stuttgart ums Leben. Er wurde auf dem Fangelsbachfriedhof bestattet. Karl von Haffner war Inhaber des Kommenturkreuzes des Ordens der Württembergischen Krone, des Kommenturkreuzes des Friedrichs-Ordens sowie des preußischen Kronen-Ordens II. Klasse.